# هسن-ناساو
مقاطعة هسن نساو (بالألمانية: Provinz Hessen-Nassau) مقاطعة في مملكة بروسيا بين عامي 1868-1918، ثم مقاطعة في دولة بروسيا الحرة حتى عام 1944.
تم إنشاء هسن نساو قي أعقاب للحرب النمساوية البروسية عام 1866 من خلال الجمع بين الدول المستقلة سابقاً هسن كاسل ودوقية نساو ومدينة فرانكفورت الحرة، ومناطق اكتسبت من مملكة بافاريا ومناطق اكتسبت من دوقية هسن الكبرى (هسن-دارمشتات؛ بما في ذلك جزء من لندغريفية هسن هومبورغ السابقة). تم دمج هذه المناطق في عام 1868 لتشكيل مقاطعة هسن نساو وعاصمتها كاسل وإعادة تقسيمها إلى منطقتين إداريتين: كاسل وفيسبادن.
في 1 نيسان 1929، أصبحت ولاية فالدك الحرة جزءاً من ولاية هسن نساو بعد تصويت شعبي وأصبحت جزءاً من منطقة كاسل الإدارية.
في عام 1935، ألغت الحكومة النازية (بحكم الأمر الواقع) جميع الدول، لذلك لم يبقى للمقاطعات معنى يذكر. في عام 1944، تم تقسيم هسن نساو إلى مقاطعتين كورهسن (العاصمة في كاسل) ونساو (العاصمة في فيسبادن). في عام 1945 بعد انتهاء الحرب العالمية الثانية، تم دمج هاتين المقاطعتين إلى جانب هسن دارمشتات المجاورة لتشكيل الجزء الشمالي والغربي من ولاية هسن المؤسسة حديثاً. كما تم نقل أجزاء من نساو إلى ولاية راينلند بالاتينات.